# Phyciodes mylitta mexicana
Phyciodes mylitta subsp. mexicana es una mariposa  endémica de México, particularmente del centro de Veracruz, que pertenece a la familia Nymphalidae. La especie llega al oeste de Norteamérica. La subespecie fue descrita originalmente bajo el nombre científico de Phyciodes mylitta mexicana por A. Hall en el año de 1928.

## Descripción
Las alas en su vista dorsal son de color negro y presentan varias franjas anaranjadas. En las alas anteriores en su vista ventral presenta machas y color irregular con difuminado anaranjado. La serie que se ubica en la región postdiscal externa, las manchas son redondas y en la región submarginal presenta serie de lúnulas de color blanco. En las dos últimas celdas cerca del torno presenta una mancha negra. Las alas posteriores en su vista ventral, poseen tono café en su fondo, con manchas irregulares de color blanco. El margen  presenta pelos blancos y café principalmente donde terminan las venas. En la región postdiscal externo, presenta  seis puntos o manchas negras.
Las antenas son de color negro, con anillos de color blanco y el ápice anaranjado. En la cabeza y el tórax principalmente presenta pelos anaranjados.  Palpos, tórax y abdomen son de color blanco, el tórax con abundantes pelos blancos. Las patas son de color anaranjado.

## Distribución
Centro de Veracruz, Chiapas, Coahuila, Durango, Guerrero, Hidalgo, Morelos, Nuevo León, Puebla, Tabasco. En otras fuentes, esta especie es citada para el estado de Tlaxcala.

## Hábitat
Habita áreas abiertas con relictos de selva alta perennifolia y Bosque mesófilo de montaña, y selva baja caducifolia. En las localidades de Acajete; Barranca de Cayoapa; Jalapa;  Las Minas, El Huayacocotla.

## Estado de conservación
No se encuentra enlistada en la NOM-059.